# Fukomys darlingi
Fukomys darlingi är en art i familjen mullvadsgnagare som förekommer i södra Afrika. Den listades en längre tid som underart till Cryptomys hottentotus och sedan 1990-talet godkänns den som art. Året 2006 flyttades Fukomys darlingi tillsammans med flera andra mullvadsgnagare till det nybildade släktet Fukomys.

## Utseende
Denna gnagare blir 125 till 165 mm lång och väger 54 till 92 g. Svansen är bara 8 till 13 mm lång och yttre öron saknas. Djuret har 20 till 30 mm långa bakfötter. Den korta och täta pälsen är huvudsakligen svartaktig, gråbrun eller silvergrå. En vitaktig strimma går från halsen över buken. I pälsen är flera olikartade hår inblandade med bättre känselsinne liksom morrhår. På huvudets främre del kan det finnas en vit fläck. Händer och fötter är nakna med köttfärgad hud. Den korta svansen är nästan naken förutom några känselhår. Artens framtänder ligger delvis utanför munnen vid stängda läppar.

## Utbredning
Fukomys darlingi förekommer i Zimbabwes högland samt i centrala Moçambique och troligen även i norra Moçambique. Arten vistas i låglandet och i bergstrakter upp till 1000 meter över havet. Gnagaren lever i savannlandskapet Miombo samt i buskskogar och i gräsmarker i dalgångar. Marken skapades vanligen genom erosion från sandstens- eller granitklippor.

## Ekologi
En flock av 5 till 9 individer skapar ett underjordiskt tunnelsystem. Gruppen består av ett föräldrapar som fortplantar sig samt av flera ungar från olika kullar. De äter rotfrukter och rötter av träd från släktena Brachystegia och Julbernardia. Fortplantningen sker oberoende av årstiderna och några honor har fyra kullar per år. Dräktigheten varar 56 till 61 dagar och sedan föds upp till tre ungar. Ungarna föds blind och nakna. De får päls efter fyra dagar och öppnar sina ögon efter två veckor. Vid samma tid börjar de med fast föda. Efter cirka 45 dagar slutar honan helt med digivning. Hos hannar som inte deltar i fortplantningen ligger penisen baken en skiva och hos underordnade honor finns mödomshinnan kvar.

## Status
Liksom mullvaden i Europa betraktas arten som en plåga när den gräver i odlad mark eller under gräsmattor. Fukomys darlingi hittas i olika naturskyddsområden. IUCN listar hela beståndet som livskraftig (LC).